# Nadia Chebap

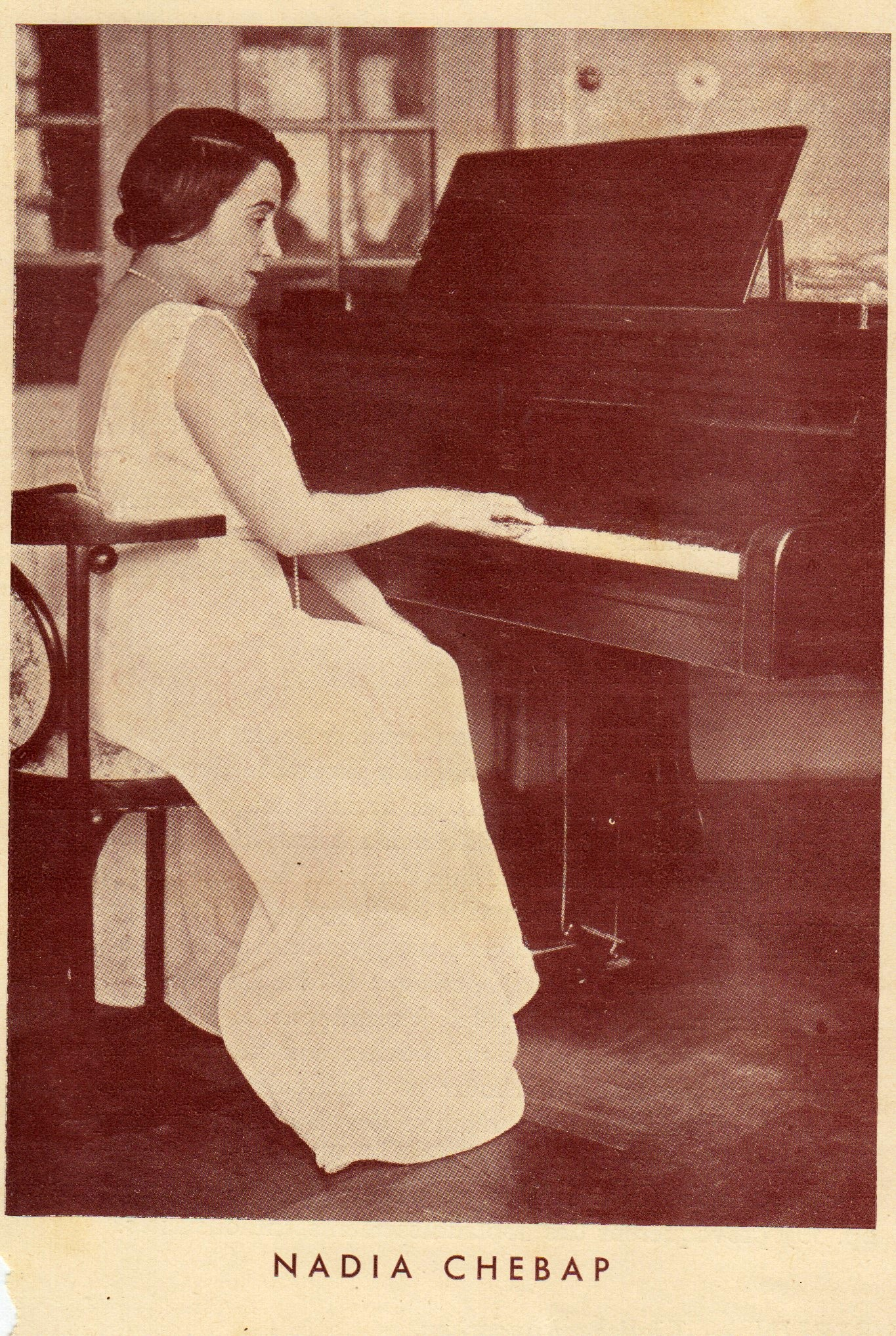
Nadia Chebap

Nadia Chebap (n. 1894 – d. 23 aprilie 1971, București) a fost o pianistă română.
A studiat pianul la Viena cu maeștrii de renume mondial Ferrucio Busoni și Leshetizky. Pianistă concertistă de mare succes și sensibilitate, încă din anii copilăriei, a făcut o frumoasă carieră europeană între cele două războaie mondiale.
A colaborat cu George Enescu, Ionel Perlea, Alfred Alessandrescu, Teodor Rogalski și alți mari muzicieni români.
A fost solistă la Radiodifuziunea Română. A concertat la Berlin, Viena, Haga, București și probabil în multe alte centre muzicale.
A fost profesoară la Conservatorul de Muzică din București până la pensionare. 

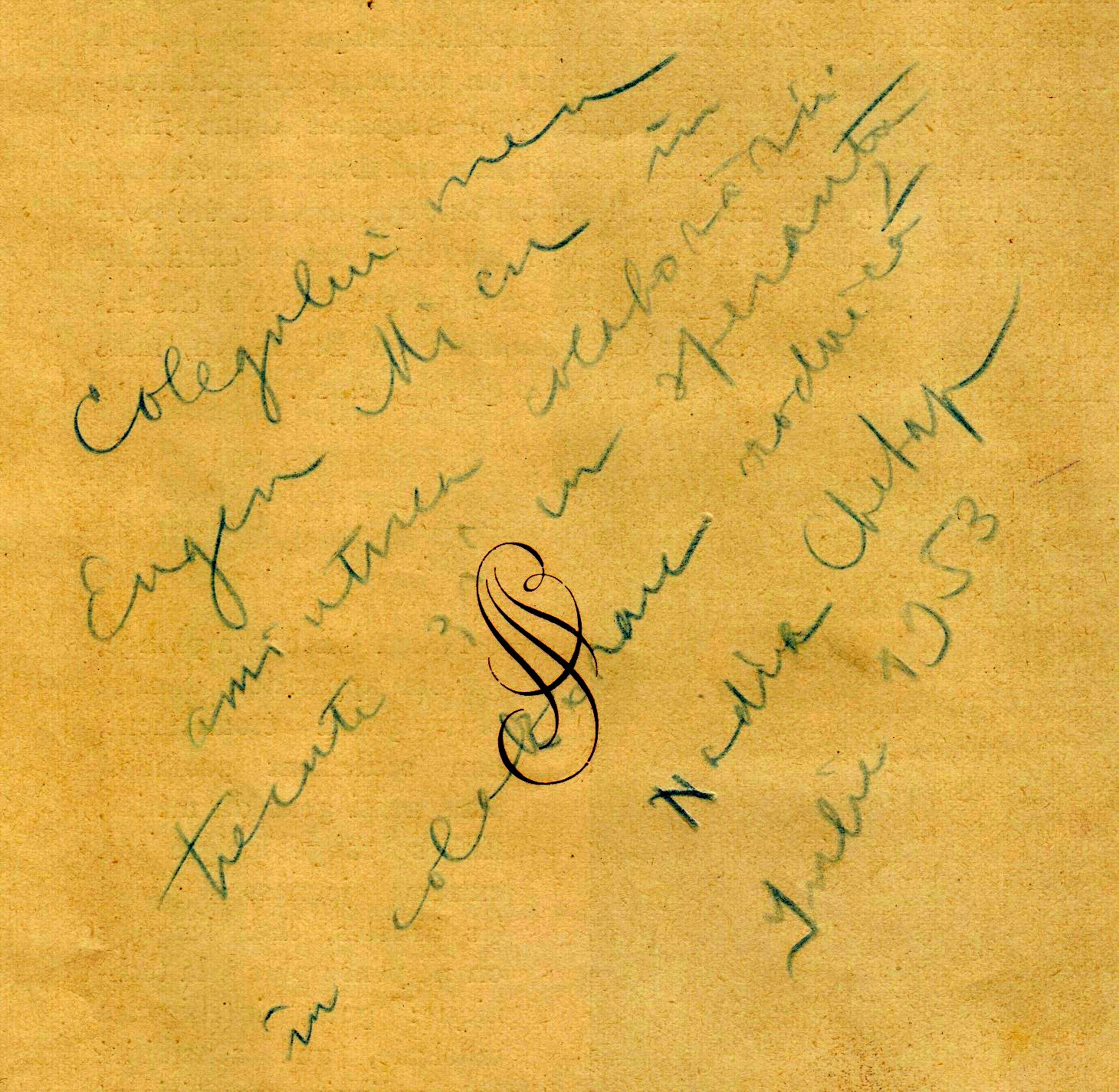
Nadia Chebap, dedicație

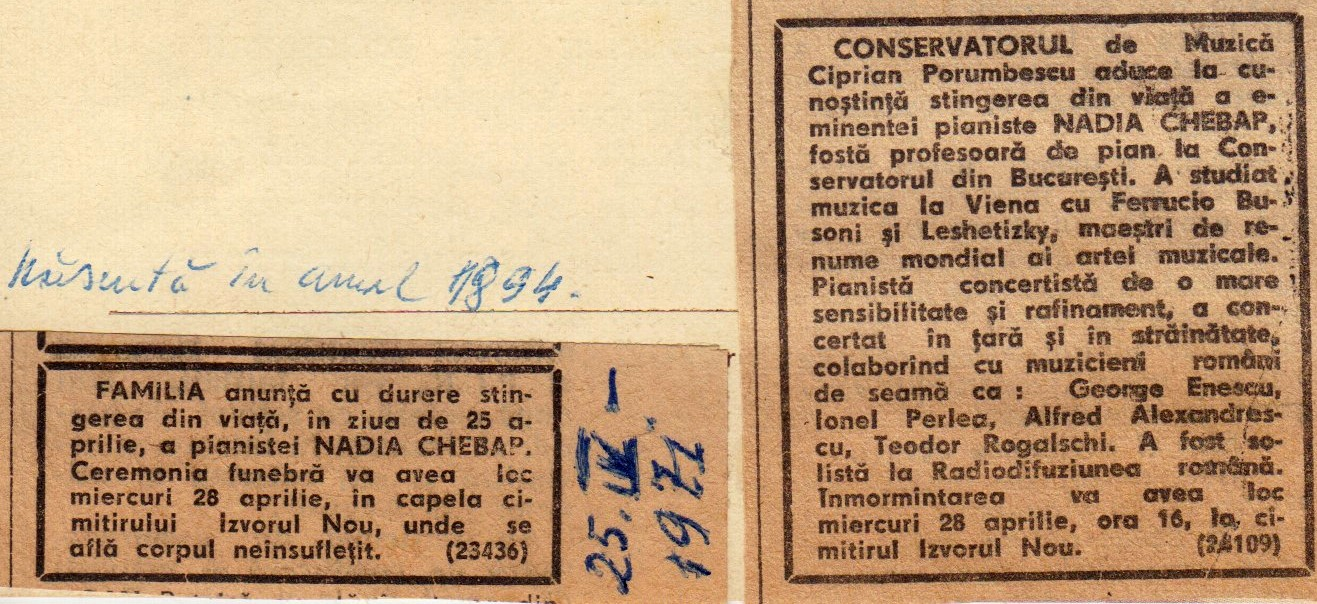
Nadia Chebap, anunț deces